# Enrique Dávila Pacheco
Enrique Dávila Pacheco (15?? - 15 de mayo de 1664), fue un administrador real español, originario de La Puebla de Montalbán, en la provincia de Toledo. Fue dos veces gobernador interino y capitán general de Yucatán de 1644 a 1645 y de 1648 a 1650, nombrado por el virrey de la Nueva España, conde de Salvatierra, durante el reinado de Felipe IV de España. Después, nombrado por el rey, fue gobernador de la provincia de Nueva Vizcaya en la propia Nueva España. En el final de sus días fue también gobernador de la provincia de Tlaxcala.

## Datos biográficos e históricos
Enrique Dávila Pacheco fue nombrado gobernador interino de Yucatán por el virrey de la Nueva España, García Sarmiento de Sotomayor, tras el fallecimiento del gobernador Francisco Núñez Melián. Se presentó en Yucatán el 28 de junio de 1644 en compañía de su teniente y asesor general Nicolás de la Redonda Bolívar.
Dice la enciclopedia Yucatán en el tiempo, que durante su breve administración visitó prácticamente toda la provincia con excepción de Tabasco, dictando importantes medidas prácticas en favor de los mayas como la expulsión de ciertos poblados de los españoles especuladores y traficantes que se beneficiaban por medio de la expoliación de los indígenas.
En septiembre de 1644 tuvo que hacer frente a un posible desembarco de piratas ingleses al mando del corsario Jacobo Jackson quien llegó a la costa de Campeche al mando de trece embarcaciones y más de mil hombres. La pronta intervención de los lugareños, ordenada y supervisada por el gobernador Dávila, logró disuadir a los atacantes quienes prefirieron seguir su camino hacia el sur, desembarcando en Champotón puerto menos protegido. Ahí sí lograron los corsarios algún botín ya que la población había prácticamente abandonado el puerto. Lograron capturar, sin embargo, a un grupo de indígenas y a dos misioneros españoles a quienes despojaron de sus pertenencias. Junto con sus rehenes los piratas se hicieron a la mar en donde fueron víctimas del mal tiempo que hizo zozobrar a varias embarcaciones, logrando el grupo de capturados sobrevivir y a partir de Cuba, a donde llegaron maltrechos, regresar más tarde a Yucatán.
Gobernaba la provincia pacíficamente y en armonía con su habitantes Enrique Dávila cuando inopinadamente se presentó en San Francisco de Campeche, disfrazado de grumete y portador de los pliegos reales que lo acreditaban, el maestre de campo Esteban de Azcárraga, que había sido nombrado por el rey Felipe IV de España nuevo gobernador y capitán general de Yucatán. Dávila Pacheco inmediatamente dispuso lo necesario para entregar el poder al recién llegado, quien tomó posesión el 4 de diciembre de 1645. En ese punto, Enrique Dávila regresó a la Ciudad de México.
El gobernador Azcárraga habría de morir tres años después, en el ejercicio de su mandato, víctima de una letal epidemia de peste que azotó la península de Yucatán el año de 1648, durante la que se produjeron incontables muertes diezmando la población de la provincia.
Muerto Azcárraga entraron a gobernar los alcaldes ordinarios de la capital y de cada una de las villas de la provincia, cada uno en su respectivo distrito, hasta que en diciembre de 1648 fue nombrado por el presidente de la Real Audiencia de México, el obispo Torres y Rueda, en ausencia del virrey de la Nueva España, nuevamente Enrique Dávila Pacheco, quien tomó posesión el 15 de diciembre de 1648. Él mismo estuvo a punto de sucumbir al contagiarse con la peste que aún no cedía en el territorio, pero tuvo mejor suerte que su antecesor y sobrevivió. Gobernó Yucatán hasta el 19 de octubre de 1650 en que fue reemplazado por designación real por el conde de Marcel de Peñalva. Años después y con base en sus méritos como administrador y gobernante, Enrique Dávila fue nombrado por el propio rey de España gobernador de la Nueva Vizcaya en la Nueva España.
Más tarde, el 28 de febrero de 1662, el virrey Juan Francisco de Leyva y de la Cerda, nombró gobernador de la ciudad y provincia de Tlaxcala a Dávila Pacheco, y de acuerdo al cronista Juan Buenaventura Zapata y Mendoza, falleció el 5 de mayo de 1664, siendo enterrado a los pies del altar mayor de la actual Parroquia de San José (Tlaxcala). Fue sustituido un año después debido a su fallecimiento, por Manuel Sotomayor y Pantoja, corregidor de la Ciudad de México.